# Xanthodynerus pilosus
Xanthodynerus pilosus är en stekelart som beskrevs av Gusenleitner 1990. Xanthodynerus pilosus ingår i släktet Xanthodynerus och familjen Eumenidae. Inga underarter finns listade i Catalogue of Life.